# Тростенчик
Тростенчик — поселок в Комаричском районе Брянской области в составе Усожского сельского поселения.

## География
Находится в юго-восточной части Брянской области на расстоянии приблизительно 21 км на юг-юго-запад по прямой от районного центра поселка Комаричи.

## История
Упоминается с 1930-х годов. На карте 1941 года отмечен как поселение с 34 дворами.

## Население
Численность населения: 301 человек (русские 95 %) в 2002 году, 282 в 2010.